# William Allen (politico)
William Allen (Edenton, 18 o 27 dicembre 1803 – Chillicothe, 11 luglio 1879) è stato un politico statunitense.
È stato membro della Camera dei Rappresentanti per il Partito Democratico, senatore e il 31º Governatore dell'Ohio. Si trasferì nello stato dello Ohio in seguito alla morte dei genitori, risiedendo presso Chillicothe.
Di origine quacchera, a 21 anni fu ammesso all'avvocatura e in giovane età cominciò la sua carriera politica per il partito Democratico. Allen sostenne la "sovranità popolare" e la candidatura presidenziale di Lewis Cass, identificandosi come un "democratico per la pace" e opponendosi alla Guerra di secessione americana.
Nel 2006 l'Assemblea Generale dell'Ohio decise di sostituire la statua commemorativa di Allen a Washington per via della sua posizione a favore della schiavitù e della sua aperta critica al Presidente Abraham Lincoln durante la guerra civile.

## Biografia
Allen nacque a Edenton. Sua sorella, Mary Granberry Allen, sposò Pleasant Thurmar, e il loro figlio, Allen Granberry Thurman, seguì le orme dello zio, divenendo avvocato e politico. Allen si trasferì a Chillicothe nel 1819, qui visse fino alla morte insieme alla sorella.
Allen è sepolto presso il Grandview Cemetery.

## Carriera politica

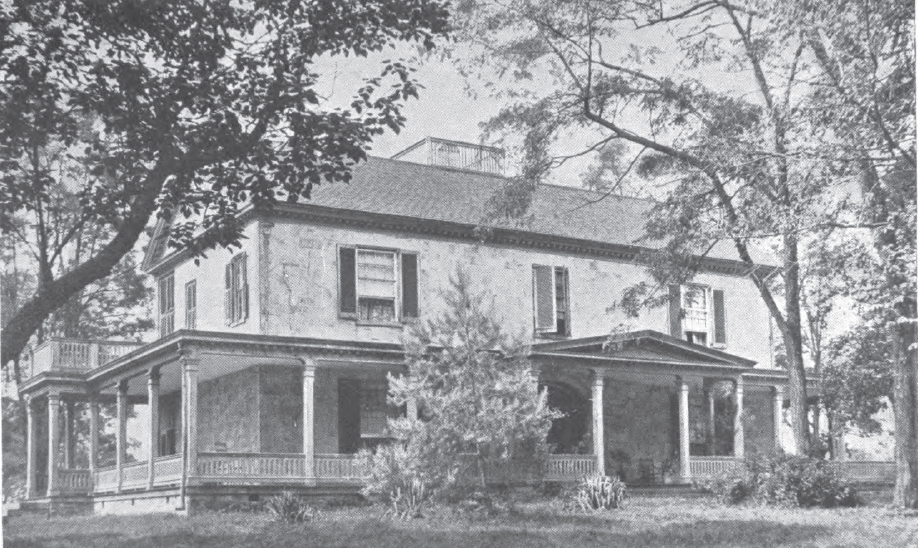
Fruit Hill, la casa dei McArthur

Allen studiò legge con il Colonnello Edward King e fu ammesso all'avvocatura a 21 anni.
Fu Deputato dell'Ohio alla Camera dal 1832 al 1834, quando perse la ri-elezione, e Senatore dell'Ohio dal 1837 al 1849, perdendo il tentativo del terzo mandato nel 1848. Allen si ritirò nella sua fattoria, "Fruit Hill", che era appartenuta al suocero ed ex-Governatore dell'Ohio Duncan McArthur, vicino a Chillicothe. Non ritornò all'attività politica per quasi 25 anni. Divenne poi Governatore dell'Ohio dal 1874 al 1876. Cercò senza fortuna di guadagnarsi un secondo mandato di 2 anni.
Invece in Senato, Allen appartenava al gruppo di Democratici per l'espansionimo ad Ovest e affermava che gli Stati Uniti avevano buone ragioni per rivendicare l'intero Oregon, importante argomento delle elezioni presidenziali negli Stati Uniti d'America del 1844 che videro insediarsi la presidenza di James Knox Polk.
Suggerì che gli Stati Uniti dovevano essere pronti ad un conflitto con il Regno Unito per annettere l'intero Oregon fino alla latitudine 54°40'N dell'Alaska, allora controllata dalla Russia. Alla fine questa posizione portò al famoso detto "54 40 o guerra!", coniata nel 1846 dagli oppositori di questa politica (e non uno slogan di campagna presidenziale, come erroneamente creduto).
La statua di William Allen fu donata alla Collezione Nazionale delle Statue e collocata nella Sala delle Statue nel Campidoglio fino al 26 agosto 2010, quando la Commissione dell'Ohio decise di rimpiazzarla con la statua di Thomas Edison.